# Tmarus pizai
Tmarus pizai là một loài nhện trong họ Thomisidae.
Loài này thuộc chi Tmarus. Tmarus pizai được Ilka Maria Fernandes Soares miêu tả năm 1941.